# PFOS-schandaal
Het PFOS-schandaal is een milieuschandaal in België dat in juni 2021 aan het licht kwam toen bij werken aan de Oosterweelverbinding een vervuiling ontdekt werd met grote hoeveelheden van de giftige stof PFOS 15 km rond Zwijndrecht, veroorzaakt door het bedrijf 3M. Hoewel het giftige effect van PFOS bij deskundigen en bij het bedrijf reeds sedert de jaren 1970 bekend was, en de Belgische bevoegde diensten minstens sedert 2017 op de hoogte waren, kwam de zaak pas breed in de pers naar aanleiding van de graafwerken aan de Oosterweeltunnel.

## Chemische producten
PFOS (perfluoroctaansulfonzuur) en PFOA (perfluoroctaanzuur) behoren tot de familie van PFAS (poly- en perfluoralkylstoffen). Verschillende rapporten, intern en extern aan 3M, hebben al sinds de jaren 1960 gemeld dat deze stoffen giftig zijn voor mens en dier. 3M stopte in 2000 met de productie in Zwijndrecht. Het gebruik in blusschuim werd sinds 2011 verboden. Helaas werden er op diverse plaatsen opslagtanks gevonden met historische contaminatie (General Motors-fabriek, brandweer van Mechelen). De vervuilingsnormen werden sinds 2010 gevoelig verlaagd. Een algemene eigenschap van deze producten is dat ze niet afbreken in de natuur en dus de naam van eeuwige chemicaliën krijgen.
Naast PFOS bleek 3M ook de stof fbsa (perfluorobutaansulfonamide) te hebben geloosd in de Schelde.

## Geschiedenis
Al in 2015 was de Nederlandse provincie Zeeland op de hoogte van een sterk verhoogd peil van PFAS bij zeehonden in de Westerschelde. Er werd een verband met activiteiten van de Belgische 3M-fabriek gelegd, maar geen actie ondernomen.
Diverse Belgische instellingen en ministers speelden een rol in deze zaak.
Lantis en 3M sloten in november 2018 een dading af die elke rechtszaak uitsluit op de gronden van de Oosterweelwerf. 3M zou gedreigd hebben om de fabriek te sluiten. De vorige intendant van de Oosterweelwerf schat dat 3M 500 tot 600 miljoen euro zou moeten betalen voor sanering.
Op 9 juni 2021 werd gemeld dat Vlaams Minister Zuhal Demir prof. Karl Vrancken van VITO en de Universiteit Antwerpen aanstelde om als intendant het probleem gedurende een jaar te onderzoeken, met een eerste verslag na drie maanden.  Het Vlaams Parlement stelde voor een parlementaire onderzoekscommissie op te richten. De Vlaamse Regering was in 2017 op de hoogte, de burgemeester van Zwijndrecht was niet op de hoogte. Op de spoedzitting van de gemeenteraad op 21 juni werd de vraag gesteld of de burgemeester van Antwerpen Bart De Wever op de hoogte was. OVAM had in 2017 een persbericht voorbereid over de gevaren en de mogelijke gevolgen van de vervuiling, maar toenmalig Vlaams Minister Joke Schauvliege stuurde dit niet uit, op advies van OVAM omdat er nog te weinig inzicht was in de risico's. Toenmalig Vlaams Minister Ben Weyts raamde in 2017 de kosten van sanering op 30 tot 50 miljoen euro.
In 2021 werd in bodemmonsters tot 17 µg PFOS per kg droge aarde gemeten.  Volgens milieujuriste Isabelle Larmuseau is de opslag van met PFOS vervuilde grond in een veiligheidsberm in strijd met de Europese POP-richtlijn inzake persistente organische verontreinigende stoffen. en moesten die werken dus stilgelegd worden. Maar de overheid pleitte ervoor om de werken ondanks de vervuiling voort te zetten. Burgerbewegingen Ademloos, Ringland en  StRaten-generaal sloten zich hierbij aan, omdat ze vreesden dat het stilleggen ook het einde van de sanering zou betekenen.
De Palingbeek in de buurt van de 3M fabriek blijkt besmet, evenals andere waterlopen. Ook het water van de Schelde zou meer PFOS bevatten dan toegelaten, maar hier is het onduidelijk vanwaar die vervuiling komt.
Medio juni 2021 heeft de Vlaamse Regering beperkingen opgelegd aan de consumptie van eieren en groenten van 1,5, 5 en 10 km rond de site. Een grootschalig bloedonderzoek bij de bevolking werd aangekondigd op advies van toxicoloog Jan Tytgat. Een meting van de luchtkwaliteit, door VITO uitgevoerd in de zomer van 2021, vond in de omgeving van 3M een hogere concentratie PFAS-stoffen dan verderop, hoewel de – voorlopige – toetsingswaarden niet werden overschreden.
Op 25 juni 2021 ging in het Vlaams Parlement een commissie van start die het schandaal moet onderzoeken. Tijdens de besprekingen in de commissie bleek dat er vanuit de Vlaamse regering sedert 2017 op was aangedrongen niet te communiceren over de kwestie. Ambtenaren van het departement Omgeving getuigden anoniem in de Pano-reportage van 22 september dat milieuhandhaving van hogerhand vaak werd afgeremd. Bloedonderzoek bij een 800-tal omwonenden leverde in meer dan 90% van de stalen een te hoge PFOS-waarde op, 59% zat boven de alarmdrempel.
In mei 2023 raakte bekend dat de vrederechter 3M had veroordeeld een schadevergoeding van €2.000 te betalen aan een gezin dat nabij de fabriek woonde, en bijzonder hoge concentraties PFAS in het bloed had opgelopen.